# BR-365
La BR-365 es una carretera brasileña diagonal. La carretera comienza en el municipio de Montes Claros en Minas Gerais, y termina en São Simão, Goiás. Entre los municipios atravesados por la BR-365, se destacan: Montes Claros, Patos de Minas, Uberlândia y Ituiutaba.

## Duplicaciones
La carretera se duplica en algunas partes cerca de Uberlândia. El tramo entre Uberlândia y el empalme con la BR-153 se duplicó entre 2010 y 2020. En 2020, también había previsión de duplicación entre el empalme con la BR-153 e Ituiutaba.

## Economía
La BR-365 tiene su mayor importancia económica a través del flujo de producción agrícola de Minas Gerais. También promueve la integración regional y estatal, facilita el turismo a las playas de Espírito Santo y la Región Nordeste, entre otros. Por la BR-365, los granos de la región Centro-Oeste viajan al Puerto de Santos, y la ruta se utiliza para abastecer la región sur de Goiás y Minas Gerais, entre otras, con productos industriales, materiales de construcción y alimentos.

## Galería

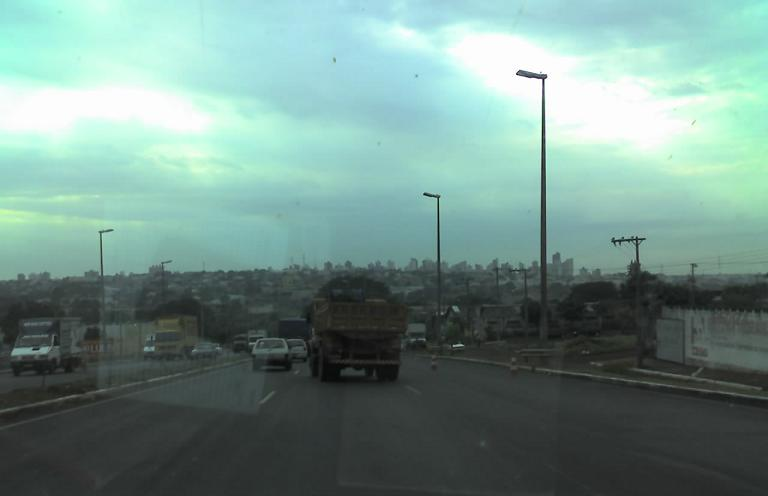
BR-365 en Uberlândia, Minas Gerais